# Koky

Různé uspořádání koků

Koky (z latinského coccus a řeckého kokkos) je označení pro jakékoli bakterie nebo archea kulovitého, vejčitého nebo obecně kulatého tvaru. Ve světelném mikroskopu se zobrazují jako kruhy. Průměr individuální buňky bakterie bývá do 1 μm a u archeonu se u různých zástupců značně liší, obvykle se pohybuje od 0,1 μm do více než 15 μm. Podle toho v kolika rovinách se rozmnožují, dělí se na mikrokoky (např. Micrococcus), stafylokoky (např. Staphylococcus), diplokoky (např. Neisseria, Azotobacter), streptokoky (např. Streptococcus), tetrakoky a sarciny. Mikrokoky se dělí a zůstávají samostatně. Stafylokoky tvoří neurčité kolonie, diplokoky tvoří dvojice buněk, streptokoky tvoří čtveřice buněk v provázcích, tetrakoky tvoří čtveřice buněk ve dvou na sebe kolmých rovinách a sarciny tvoří kolonie a dělí se ve třech na sebe kolmých rovinách. Tvar bakterií je jeden z diagnostických znaků těchto organizmů.
Baktérie koky vyvolávají řadu nemocí a tato nemoc bývá součástí pojmenování. Meningokoky vyvolávají meningitidu (zánět mozkových blan), pneumokoky pneumonii (zápal plic), gonokoky gonoreu (kapavka), atd.

## Zástupci koků
Jedná se o kulovité bakterie s grampozitivním barvením buněčné stěny (např. Micrococcus, Staphylococcus, Streptocuccus, Enterococcus, Lactococcus, Leuconostoc) a bakterie s gramnegativním barvením buněčné stěny (např. diplokoky Neisseria a Azotobacter).